# Maurç
Maurç (en francès Maurs) és un municipi francès situat al departament de Cantal i a la regió d'Alvèrnia-Roine-Alps. L'any 2007 tenia 2.265 habitants.

## Demografia

### Població
El 2007 la població de fet de Maurs era de 2.265 persones. Hi havia 1.041 famílies de les quals 410 eren unipersonals (156 homes vivint sols i 254 dones vivint soles), 373 parelles sense fills, 213 parelles amb fills i 45 famílies monoparentals amb fills.
La població ha evolucionat segons el següent gràfic:
Habitants censats

### Habitatges
El 2007 hi havia 1.383 habitatges, 1.054 eren l'habitatge principal de la família, 179 eren segones residències i 151 estaven desocupats. 953 eren cases i 428 eren apartaments. Dels 1.054 habitatges principals, 657 estaven ocupats pels seus propietaris, 364 estaven llogats i ocupats pels llogaters i 33 estaven cedits a títol gratuït; 27 tenien una cambra, 119 en tenien dues, 242 en tenien tres, 331 en tenien quatre i 335 en tenien cinc o més. 669 habitatges disposaven pel capbaix d'una plaça de pàrquing. A 531 habitatges hi havia un automòbil i a 329 n'hi havia dos o més.

### Piràmide de població
La piràmide de població per edats i sexe el 2009 era:
| Homes | Edats   | Dones |
| ----- | ------- | ----- |
| 0     | 95 o +  | 4     |
| 20    | 90 a 94 | 16    |
| 48    | 85 a 89 | 84    |
| 4     | 80 a 84 | 40    |
| 68    | 75 a 79 | 60    |
| 84    | 70 a 74 | 100   |
| 80    | 65 a 69 | 80    |
| 84    | 60 a 64 | 96    |
| 56    | 55 a 59 | 52    |
| 60    | 50 a 54 | 84    |
| 88    | 45 a 49 | 80    |
| 56    | 40 a 44 | 52    |
| 72    | 35 a 39 | 80    |
| 68    | 30 a 34 | 40    |
| 84    | 25 a 29 | 64    |
| 56    | 20 a 24 | 36    |
| 48    | 15 a 19 | 68    |
| 60    | 10 a 14 | 40    |
| 36    | 5 a 9   | 40    |
| 40    | 0 a 4   | 16    |

## Economia

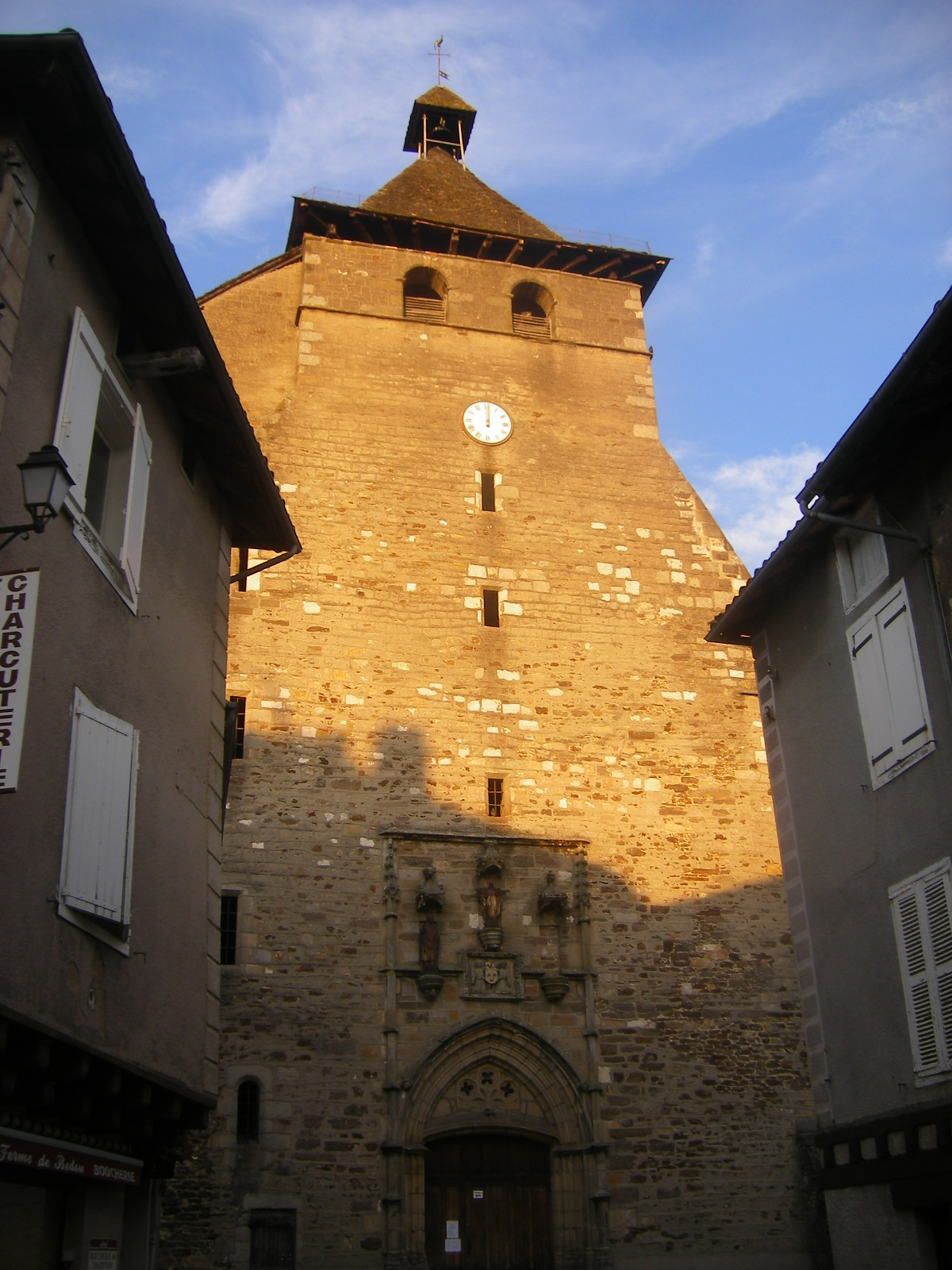
Abadia de Maurç

El 2007 la població en edat de treballar era de 1.257 persones, 866 eren actives i 391 eren inactives. De les 866 persones actives 780 estaven ocupades (402 homes i 378 dones) i 86 estaven aturades (43 homes i 43 dones). De les 391 persones inactives 185 estaven jubilades, 93 estaven estudiant i 113 estaven classificades com a «altres inactius».

### Ingressos
El 2009 a Maurs hi havia 1.049 unitats fiscals que integraven 2.102,5 persones, la mediana anual d'ingressos fiscals per persona era de 15.193 €.

### Activitats econòmiques
Dels 184 establiments que hi havia el 2007, 7 eren d'empreses extractives, 9 d'empreses alimentàries, 8 d'empreses de fabricació d'altres productes industrials, 18 d'empreses de construcció, 47 d'empreses de comerç i reparació d'automòbils, 5 d'empreses de transport, 14 d'empreses d'hostatgeria i restauració, 2 d'empreses d'informació i comunicació, 7 d'empreses financeres, 4 d'empreses immobiliàries, 23 d'empreses de serveis, 27 d'entitats de l'administració pública i 13 d'empreses classificades com a «altres activitats de serveis».
Dels 52 establiments de servei als particulars que hi havia el 2009, 1 era una oficina d'administració d'Hisenda pública, 1 gendarmeria, 1 oficina de correu, 5 oficines bancàries, 1 funerària, 4 tallers de reparació d'automòbils i de material agrícola, 1 taller d'inspecció tècnica de vehicles, 2 autoescoles, 2 paletes, 4 guixaires pintors, 3 fusteries, 3 lampisteries, 5 electricistes, 5 perruqueries, 3 veterinaris, 1 agència de treball temporal, 6 restaurants, 2 agències immobiliàries, 1 tintoreria i 1 saló de bellesa.
Dels 22 establiments comercials que hi havia el 2009, 1 era un supermercat, 1 una botiga de més de 120 m², 1 una botiga de menys de 120 m², 5 fleques, 4 carnisseries, 1 una llibreria, 2 botigues de roba, 1 una botiga d'electrodomèstics, 2 botigues de mobles, 2 drogueries i 2 floristeries.
L'any 2000 a Maurs hi havia 73 explotacions agrícoles que ocupaven un total de 2.009 hectàrees.

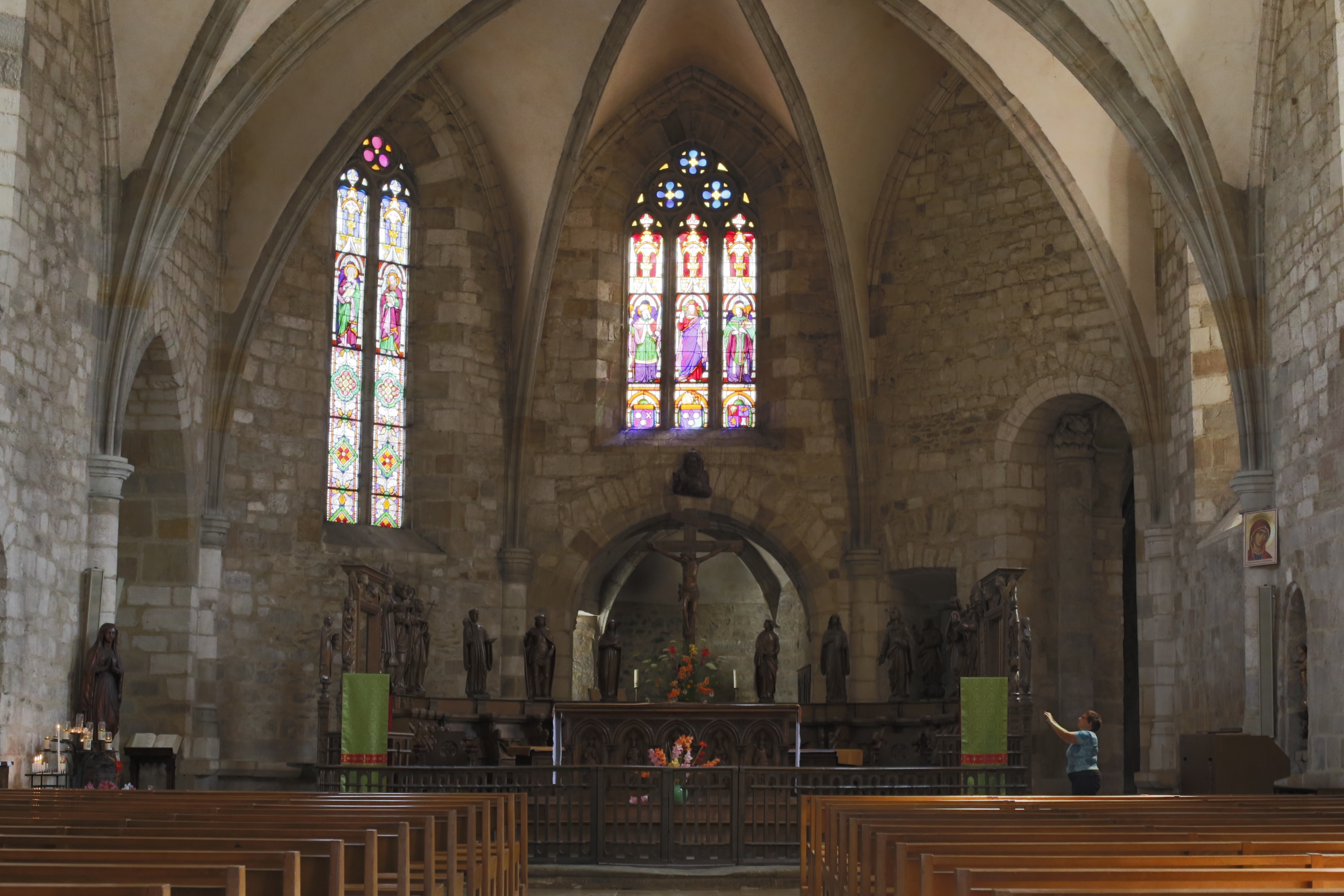
Interior abadia

## Equipaments sanitaris i escolars
El 2009 hi havia 1 psiquiàtric, 2 farmàcies i 1 ambulància.
El 2009 hi havia 1 escola maternal i 2 escoles elementals. Maurs disposava de 2 col·legis d'educació secundària amb 208 alumnes.
Maurs disposava d'un centre de formació no universitària superior de formació sanitària.

## Poblacions més properes
El següent diagrama mostra les poblacions més properes.

## Referències

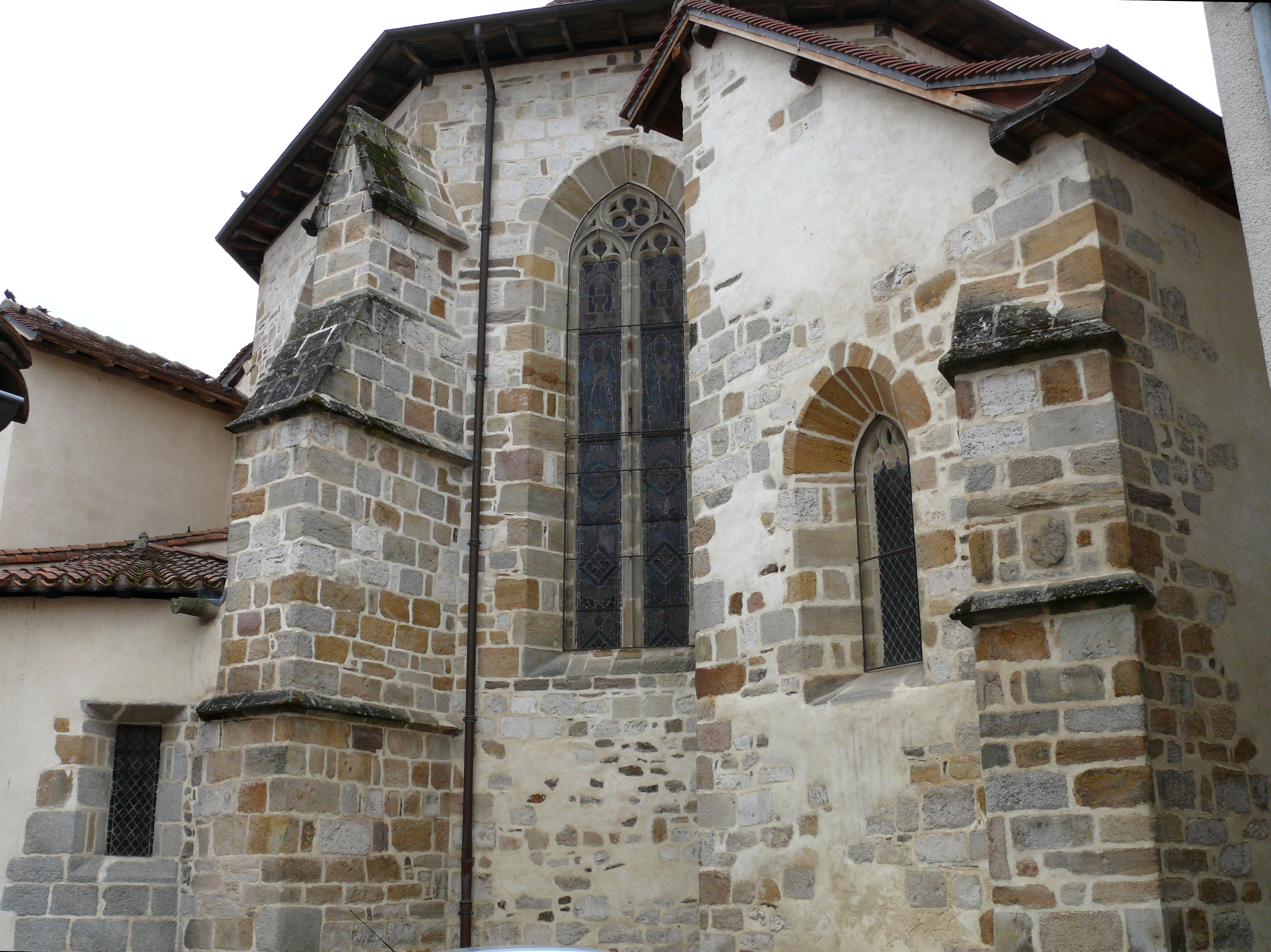
Absis de l'abadia de Sant Cesaire